# 폴리스 아카데미 (영화)
《폴리스 아카데미》(Police Academy)는 미국에서 제작된 휴 윌슨 감독의 1984년 코미디, 범죄 영화이다. 스티브 구텐버그 등이 주연으로 출연하였고 폴 마스랜스키 등이 제작에 참여하였다.
이 영화는 더 래드 컴퍼니가 제작하였다. 1984년 3월 23일 초연되었다.

## 출연

### 주연
- 스티브 구텐버그 - 캐리 마호니 생도 역
- 킴 캐트럴
- G.W. 베일리 - 세듀스 해리스 경위 역
- 부바 스미스 - 모지스 하이타워 생도 역
- 조지 게인스 - 에릭 라사드 치안감 역
- 조지나 스펠빈

### 조연
- 도노반 스콧
- 앤드류 루빈
- 데이비드 그라프 - 유진 태클베리 생도 역
- 레슬리 이스터브룩 - 데비 캘라한 경사 역
- 마이클 윈슬로우 - 라벨 존스 생도 역
- 데브라리 스콧
- 브루스 말러
- 테드 로스
- 스콧 톰슨
- 브랜트 본 호프만
- 마리온 램지 - 훅스 생도 역
- 더그 레녹스
- 조지 R. 로버트슨 - 헨리 허스트 치안총감 역
- 돈 레이크
- 마이클 J. 레이놀즈
- 조이스 고든
- 브루스 맥피
- 베스 아모스
- 어라비 록하트
- 베리 그린
- 게리 파머
- 제임스 베어덴
- 마코 비안코
- 테드 핸랜
- 로저 던
- J. 윈스톤 캐롤
- 데이빗 클레먼트
- 조지 E. 지만
- 지노 마로코
- 진 맥
- 밥 콜린스
- 대니 포릭
- 피터 콕스
- 대니 리마
- 드웨인 맥린
- 제임스 D. 브라운
- 찰스 W. 그레이
- 케이 호트리
- 다 로빈슨
- T.J. 스콧
- 휴 윌슨

## 기타
- 미술: 트레버 윌리엄스
- 세트: 스티브 쉐척
- 의상: 크리스토퍼 라이언
- 배역: 파멜라 바스커
- 배역: 펀 챔피온

## 한국판 성우진

### MBC (1991년 1월 2일)
- 이인성 - 마호니 (스티브 구텐버그)
- 배한성 - 해리스 (G.W. 베일리)
- 윤소라 - 캐런 (킴 캐트럴)
- 박기량 - 태클배리 (데이비드 그라프)
- 권혁수 - 패클러 (브루스 말러)
- 정미연 - 훅스 (마리온 램지)
- 이규연 - 라사드 교장 (조지 게인스)
- 김수희 - 캘라한 (레슬리 이스터브룩)
- 이영달
- 윤지하
- 한상혁
- 홍승옥
- 이성
- 김명수
- 최상기
- 신성호
- 이종혁
- 이우신

### KBS (1999년 5월 22일)
- 홍성헌 - 마호니 (스티브 구텐버그)
- 노민 - 해리스 (G.W. 베일리)
- 김민규 - 라사드 학장 (조지 게인스)
- 문선희 - 톰슨 (킴 캐트럴)
- 김준 - 하이타워 (부바 스미스)
- 유동현 - 태클베리 (데이비드 그라프)
- 강구한 - 패클러 (브루스 말러)
- 박은숙 - 훅스 (마리온 램지)
- 이연희 - 캘러한 (레슬리 이스터브룩)
- 온영삼 - 허스트 국장 (조지 R. 로버트슨)
- 김소형 - 존스 (마이클 윈슬로우)
- 이호인
- 장호비
- 김우정